# Alexandra Gripenberg

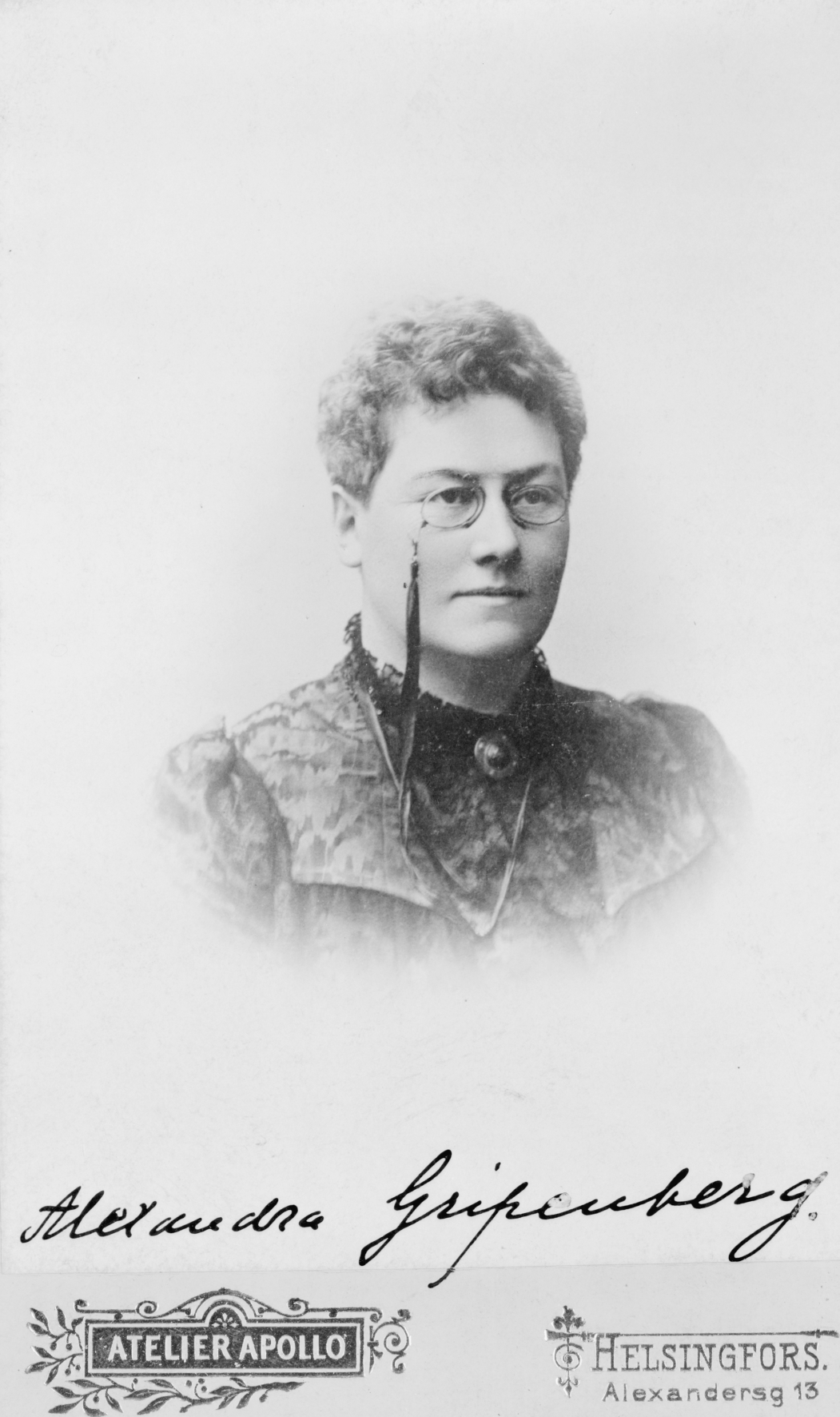
Alexandra Gripenberg

Freifrau Alexandra Gripenberg, auch Alexandra van Gripenberg, (* 30. August 1857, Kurkijoki, Großfürstentum Finnland, heute Rajon Lachdenpochja, Republik Karelien; † 24. Dezember 1913) war eine finnische Sozialaktivistin, Autorin, Journalistin, Zeitungsverlegerin und Politikerin. Gripenberg war eine führende Stimme der Frauenrechtsbewegung in Finnland um 1900.

## Leben
Sie wurde als zweitjüngstes von 17 Kindern in die finnlandschwedische Adelsfamilie Gripenberg geboren. Unter ihren Geschwistern waren die Schriftstellerin Maria Furuhjelm, die Frauenrechtlerin Elisabeth Stenius-Aarneenkallio sowie die Politiker Johannes Gripenberg und Sebastian Gripenberg. Der Vater starb früh. Die Familie zog 1866 nach Kirkkonummi und 1878 nach Lappeenranta. Gripenberg war religiös und stand der Abstinenzbewegung nahe.

## Literarischer Werdegang
Nach dem Tod der Mutter verbrachte Gripenberg einige Zeit als Privatsekretärin von Zacharias Topelius in Helsinki, der auch ihr literarischer Mentor war und sie zu eigener Produktion ermutigt hatte (Kurzgeschichtensammlung Berättelser, 1878, unter Pseudonym Ringa). Weitere literarische Arbeiten folgten mit Strån (1884), und I tätnande led (1886), beide noch unter dem Pseudonym Aarne, das Gripenberg für ihre journalistische Tätigkeit auch später beibehielt. 1887/1888 bereiste sie England und die Vereinigten Staaten, um von den Frauenbewegungen dieser Länder zu lernen. Die Reise inspirierte das Buch „Ein halbes Jahr in der Neuen Welt“ (erschienen auf Schwedisch 1889, Finnisch 1891).

## Sozialpolitisches Engagement
1893 nahm Gripenberg am Weltkongress Repräsentativer Frauen während der World’s Columbian Exposition (Weltausstellung in Chicago) teil und lernte Susan B. Anthony und andere führende Frauenrechtlerinnen kennen.
1884 ließ sich Gripenberg in Helsinki nieder und gründete mit dem Suomen Naisyhdistys (Finnischen Frauenverein) die erste Frauenrechtsorganisation des Landes mit. Von 1889 bis 1904 war sie deren Vorsitzende.
1893 bis 1899 war sie Schatzmeisterin des Internationalen Frauenrates.

## Parteipolitisches Wirken
Durch Vermittlung ihrer Schwester Elisabeth Stenius fand sie Anschluss an fennomane Kreise und begann, ihren Vornamen finnisiert als Aleksandra zu schreiben. Zwar gehörte sie der Schwedisch sprechenden adeligen Oberschicht Finnlands an, doch sie schloss sich der Finnischen Partei an, die das Finnische zur Amtssprache erheben wollten und Frauenrechten aufgeschlossen gegenüberstanden. Als konservative Feministin wünschte sie die Gleichstellung der Geschlechter, aber nicht die der sozialen Klassen. Sie betrachtete die Einführung des Frauenwahlrechtes zwar persönlich als verfrüht, stimmte aber einer Kandidatur zu den ersten Parlamentswahlen 1907 schließlich zu. Grimberg zog neben neun weiteren konservativen Frauen und neun Sozialdemokratinnen ins Nationalparlament ein. Die Zusammenarbeit mit der fennophonen und ländlich verwurzelten konservativen Partei gestaltete sich für Gripenberg nicht ohne Schwierigkeiten, da sie nicht nur beim politischen Gegner mit Vorbehalten gegen die schwedischsprachige Oberschicht zu kämpfen hatte. Dazu kam, dass ihre parlamentarische Wirksamkeit durch mangelnde rhetorische Kraft im Finnischen begrenzt wurde. 1909 – Gripenberg war nach der ersten Auflösung des Parlaments durch den Zaren für eine zweite Amtszeit wiedergewählt worden – trat sie aus gesundheitlichen Gründen von ihrem Mandat zurück.